# Bagosi József
’
Bagosi József (Berettyószéplak, 1959. április 26. –) magyar kulturális antropológus, néprajzkutató, helytörténész, közíró.
Általános iskoláját szülőfalujában, középiskolát Nagyváradon és Margittán végezte. Az ELTE-n szerzett diplomát. 
Egyetemi évei alatt kutatott többek között Izraelben, Nepálban, Egyiptomban, Erdélyben, Dobrudzsában. Ezek összefoglalása a Tiszavirág folyóirat különszámaiban jelent meg. 1995: Tiszavirág különszám az Erdélyből Izraelbe kivándorolt zsidókról: Sok volt már a vándorlásból - címmel, 1996-ban közölte Tóth Lajos kéziratban fellelt monográfiáját a Berettyószéplaki Református Egyházközségről (Tiszavirág, 1996. V. évf.), 1996 novemberében "Mesebeli Afrika" Afrika különszámot közölt, melynek egyik témája a magyarábok. Dobrudzsai kutatásai alapján készült film a Tichilesti-Isaccea leprafaluról: A lepra nagy úr címmel, a Duna-deltában és Tulceán élő lipovánok halotti húsvétjáról, a Selyemút I. évf. 3 sz. közölte Távol sem rokonok címmel a nepáli (Tansen környéki) magarokról írt összefoglalóját,kéziratban a dobrudzsai nogáj-tatárok története, vallási hiedelme és népgyógyászata. Számos romániai magyar újságnak volt külső tudósítója (Fáklya, Ifjúmunkás, Falvak Dolgozó Népe). Amikor a romániai települések neveit csak románul nyomtatták ki, felvette a Berettyószéplaki József írói nevet, így tiltakozott a román hatalom soviniszta sajtómegnyilvánulása ellen. Főszerkesztője volt a Révészek és a Villa Negra újságnak, illetve szerkesztője a Berettyószéplaki Krónikának. 2016-ban szerkesztette a Mexikóban élő D. Horváth Blanka Berettyószéplaki Klenódiumok c. fotóalbumát.

## Megjelent kötetei
- Kertbarátok könyve, Kriterion, 1990
- Berettyószéplak helynevei, Magyar névtani dolgozatok, 1998
- Sok volt már a szenvedésből, Dólyapuszta monográfiája, 2004
- Történeti antológia, 2005
- Hogy a templomnak legyen nyája. Berettyószéplaki monográfia, 1-2.; s.n., s.l., 2010 (Berettyószéplaki füzetek)
- Mert a határokat mozgatták, 2012
- "Szent hitünkről vallást tettünk..." 2012
- Historia Domus. A katolikus egyház házi története; s.n., s.l., 2012 (Berettyószéplaki füzetek)
- Múltunkban a jövőnk, 2012,
- Minden házban lakodalom. Berettyószéplak és környékének lakodalmas szokásai; s.n., s.l., 2012 (Berettyószéplaki füzetek)